# Lista över stadsarkitekter i Sverige
Lista över stadsarkitekter i Sverige
Denna lista är en ofullständig lista över stadsarkitekter/kommunarkitekter i ett antal svenska städer, köpingar, municipalsamhällen och kommuner från 1600-talet och framåt. 

## Alingsås
| År        | Namn       | Kommentar |
| --------- | ---------- | --------- |
| 1937–1944 | Gunnar     |           |
| 1944–?    | Per Lisper |           |

## Bollnäs
| År        | Namn           | Kommentar          |
| --------- | -------------- | ------------------ |
| 19??–19?? | Cyril Stackell |                    |
| 19??–2000 | Mats Öqvist    | Senare i Söderhamn |
| 2012–     | Bashir Hajo    |                    |

## Botkyrka
| År        | Namn              | Kommentar |
| --------- | ----------------- | --------- |
| 19??–19?? | Bo Wideqvist-Kull |           |

## Djursholm
| År        | Namn         | Kommentar |
| --------- | ------------ | --------- |
| 1958–19?? | Klas Fåhræus |           |

## Eksjö
| År        | Namn           | Kommentar |
| --------- | -------------- | --------- |
| 1954-1956 | Folke Edenhall |           |
| 1956–1964 | Börje Stigwall |           |
| 1965–19?? | Ulf Boardy     |           |

## Enköping
| År        | Namn                 | Kommentar          |
| --------- | -------------------- | ------------------ |
| 1922–1925 | Gunnar Leche         | t.f. stadsarkitekt |
| 1938–1955 | Sten Hummel-Gumælius |                    |
| 1955–19?? | Bo Björkman          |                    |

## Eskilstuna
| År        | Namn              | Kommentar |
| --------- | ----------------- | --------- |
| 1898–1902 | Gerdt Hallberg    |           |
| 1902–1926 | Emil Befwe        |           |
| 1927–1938 | Frej Klemming     |           |
| 1940–1951 | Arne Ljung        |           |
| 1951–1976 | Sven Liljekvist   |           |
| 1976–1987 | Hasse Skoglund    |           |
| 1987–1988 | Ole Mindedal      |           |
| 1991–1998 | Christina Lantz   |           |
| 1999–1999 | Kerstin Palmqvist |           |
| 2011–2012 | Mats Ohlin        |           |
| 2014–     | Per Haupt         |           |

## Eslöv
| År        | Namn           | Kommentar |
| --------- | -------------- | --------- |
| 1957–19?? | Göte Andersson |           |

## Fagersta
| År        | Namn         | Kommentar |
| --------- | ------------ | --------- |
| 1944–19?? | Nils Myrberg |           |

## Falkenberg
| År        | Namn        | Kommentar |
| --------- | ----------- | --------- |
| 1965-19?? | Carl Estmar |           |

## Falköping
| År             | Namn             | Kommentar                                                            |
| -------------- | ---------------- | -------------------------------------------------------------------- |
| 19??–19??      | Bertil Hök       |                                                                      |
| 1947–19??      | Folke Molin      |                                                                      |
| 19??–19??      | Gunnar Hallgren  |                                                                      |
| 19??–19??      | Johan Träff      |                                                                      |
| 19??–2008      | Lennart Krook    |                                                                      |
| 2008–2017      | Erna Pezic       | Titel: Kommunarkitekt. Idag: Stadsbyggnadschef för Falköpings kommun |
| 2017–Nuvarande | Amelie Sandström | Titel: Kommunarkitekt                                                |

## Falun
| År        | Namn          | Kommentar |
| --------- | ------------- | --------- |
| 1901–1932 | Klas Boman    |           |
| 1932–1960 | Erik Lundgren |           |

## Filipstad
| År                 | Namn                | Kommentar |
| ------------------ | ------------------- | --------- |
| 19?? - 19?? (t.f.) | Ernst Spolén        |           |
| 1944 - 1945        | Erik Fernqvist      |           |
| 1946 - 19??        | Carl-Fredrik Holmer |           |
| 1967–1969          | Bernt Wrange        |           |

## Finspång
| År        | Namn         | Kommentar |
| --------- | ------------ | --------- |
| 1953–1959 | Ragnar Molin |           |

## Flen
| År        | Namn              | Kommentar |
| --------- | ----------------- | --------- |
| 1957–19?? | Teodors Blumfelds |           |

## Gränna
| År     | Namn             | Kommentar |
| ------ | ---------------- | --------- |
| 1948–? | Helmer Flensborn |           |

## Gävle
| År             | Namn                   | Kommentar |
| -------------- | ---------------------- | --------- |
| 1870–1876      | Mårten Albert Spiering |           |
| 1877–1922      | Erik Alfred Hedin      |           |
| 1922–1932      | Gunnar Wetterling      |           |
| 1932–1959      | Sven Wranér            |           |
| 1960–1965      | Folke Edenhall         |           |
| 1966–1989      | Erik Larsson           |           |
| 1989–1999      | Gunnar Lidfeldt        |           |
| 2016–Nuvarande | Helena Tallius Myhrman |           |

## Göteborg
| År                          | Namn                      | Kommentar |
| --------------------------- | ------------------------- | --------- |
| 1775 - 1814                 | Carl Wilhelm Carlberg     |           |
| 1814 - 1839                 | Jonas Hagberg             |           |
| ? - ?                       | Justus Friedrich Weinberg |           |
| 1839 - 1860 (bitr. 1837-39) | Heinrich Kaufmann         |           |
| 1860 - 1872                 | Hans Jakob Strömberg      |           |
| 1872 - 1896                 | Victor von Gegerfelt      |           |
| 1897 - 1920                 | Carl Fahlström            |           |
| 1921 - 1944                 | Karl Samuelsson           |           |
| 1944 - 1957                 | Sten Branzell             |           |
| 1957 - 1975 (t.f. 1957–60)  | Gerhard Paulson           |           |
| 1975 - ?                    | Bengt-Olof Melin          |           |
| 1984 - 1988                 | Ronny Reinholdsson        |           |
| 1988 - 1998                 | Gunnar Jansson            |           |
| 2012 -                      | Björn Siesjö              |           |

## Halmstad
| År        | Namn            | Kommentar |
| --------- | --------------- | --------- |
| ....-1884 | J.W. Holmén     |           |
| 1885–1890 | Knut Beckeman   |           |
| 1891–1929 | Sven Gratz      |           |
| 1949–1964 | Svante Paulson  |           |
| 1964–19?? | Holger Rössborn |           |

## Helsingborg
Stadsarkitekter i Helsingborgs stad och Helsingborgs kommun.
| År        | Namn                    | Kommentar          |
| --------- | ----------------------- | ------------------ |
| 1866–1868 | Bengt Lundgren          | t.f. stadsarkitekt |
| 1868-1902 | Mauritz Frohm           |                    |
| 1902-1903 | Alfred Hellerström      | t.f. stadsarkitekt |
| 1903-1928 | Alfred Hellerström      |                    |
| 1928-1929 | Arnold Salomon-Sörensen | t.f. stadsarkitekt |
| 1929-1950 | Arvid Fuhre             |                    |
| 1950-1951 | Arnold Salomon-Sörensen | t.f. stadsarkitekt |
| 1951-1976 | Arne Ljung              |                    |
| 1976-1985 | Ragnar Molin            |                    |

## Hultsfred
Stadsarkitekter i Hultsfreds köping och Hultsfreds kommun.
| År        | Namn              | Kommentar |
| --------- | ----------------- | --------- |
| 1956–1963 | Anders Sjunnesson |           |
| 1964–1988 | Fritz Voigt       |           |

## Huskvarna
Stadsarkitekter i Huskvarna stad.
| År        | Namn             | Kommentar |
| --------- | ---------------- | --------- |
| 1944-?    | Bengt Holmstrand |           |
| 1948-?    | Helmer Flensborn |           |
| 1968-19?? | Rolf Ahlberg     |           |

## Hässleholm
Stadsarkitekter i Hässleholms stad och Hässleholms kommun.
| År        | Namn       | Kommentar |
| --------- | ---------- | --------- |
| 1968-19?? | Tore Kvist |           |

## Höganäs
Stadsarkitekter i Höganäs stad och Höganäs kommun.
| År        | Namn                    | Kommentar |
| --------- | ----------------------- | --------- |
| 1935-19?? | Arnold Salomon-Sörensen |           |
| 1966-19?? | Jan Sederholm           |           |
| 1988-2009 | Dag Strandin            |           |

## Järna
Stadsarkitekter i Järna landskommun.
| År        | Namn              | Kommentar |
| --------- | ----------------- | --------- |
| 1950-1965 | Hans-Ancker Holst |           |
| 1962-1964 | Fritz Voigt       |           |

## Jönköping
Stadsarkitekter i Jönköpings stad och Jönköpings kommun.
| År        | Namn              | Kommentar |
| --------- | ----------------- | --------- |
| 1891-1900 | Fredrik Sundbärg  |           |
| 1901-1930 | August Atterström |           |
| 1931-1940 | Göran Pauli       |           |
| 1941-1953 | Gösta Planck      |           |
| 1953-19?? | Bengt Palmberg    |           |

## Kalmar
Stadsarkitekter i Kalmar stad och Kalmar kommun.
| År        | Namn             | Kommentar |
| --------- | ---------------- | --------- |
| 1904-1937 | J. Fred Olson    |           |
| 1937-1967 | Nils Carlgren    |           |
| 1967-1997 | Ulf Liedström    |           |
| 2000-2014 | Staffan Lindholm |           |
| 2014-2019 | Björn Strimfors  |           |
| 2019-     | Maria Houmann    |           |

## Karlshamn
Stadsarkitekter i Karlshamns stad och Karlshamns kommun.
| År        | Namn           | Kommentar |
| --------- | -------------- | --------- |
| 1965–19?? | Roy Victorson  |           |
| 19xx–1986 | Joachim Günzel |           |
| 1986–1995 | Gunnar Nyström |           |
| 199x–???? | Mårten Dunér   |           |
| 2007–     | Emina Kovacic  |           |

## Karlskrona
Stadsarkitekter i Karlskrona stad och Karlskrona kommun.
| År        | Namn         | Kommentar          |
| --------- | ------------ | ------------------ |
| 1934      | Sigge Ullén  | t.f. stadsarkitekt |
| 1935-1962 | Sigge Ullén  |                    |
| 1963-1983 | Lars Thorsén |                    |

## Karlstad
Stadsarkitekter i Karlstads stad och Karlstads kommun.
| År        | Namn             | Kommentar |
| --------- | ---------------- | --------- |
| 1875-1880 | Theodor Högström |           |
| 1899-1929 | Carl Crispin     |           |
| 1930-1958 | Olle Lagergren   |           |
| 1958-1985 | Per Lagergren    |           |
| 2015-     | Henrik Sjöberg   |           |

## Katrineholm
Stadsarkitekter i Katrineholms stad och Katrineholms kommun.
| År        | Namn            | Kommentar      |
| --------- | --------------- | -------------- |
| 1937-19?? | Birger Lindberg |                |
| 1942-19?? | Eric Schuwert   |                |
| 1953-1957 | Yngve Östborn   |                |
| 1963-19?? | Yngve Norrman   | T.f. från 1958 |
| 19??-19?? | Kerstin Larsson |                |

## Kinna
Stadsarkitekter i Kinna köping.
| År        | Namn          | Kommentar |
| --------- | ------------- | --------- |
| 1950-1958 | Nils Nordmark |           |

## Kristianstad
Stadsarkitekter i Kristianstads stad och Kristianstads kommun.
| År        | Namn           | Kommentar |
| --------- | -------------- | --------- |
| 1890-1910 | Isidor Palm    |           |
| 1944-1973 | Robert Larsson |           |
| 1973-19xx | Sune Friström  |           |

## Kristinehamn
Stadsarkitekter i Kristinehamns stad och Kristinehamns kommun.
| År        | Namn          | Kommentar |
| --------- | ------------- | --------- |
| 1953-1957 | Nils Lindgren |           |
| 1960-19?? | Ulf Boardy    |           |

## Kumla
Stadsarkitekter i Kumla stad och Kumla kommun.
| År        | Namn          | Kommentar |
| --------- | ------------- | --------- |
| 1944-1952 | Nils Lindgren |           |

## Kungälv
Stadsarkitekter i Kungälvs stad och Kungälvs kommun.
| År        | Namn          | Kommentar |
| --------- | ------------- | --------- |
| 1935-1944 | Gunnar Hoving |           |
| 1965-19?? | Helge Hultman |           |

## Landskrona
Stadsarkitekter i Landskrona stad och Landskrona kommun.
| År        | Namn             | Kommentar |
| --------- | ---------------- | --------- |
| 1900-1913 | Fredrik Sundbärg |           |
| 1913-1949 | Frans Ekelund    |           |
| 1964-19?? | Gunnar Lydh      |           |
| 2005-2008 | Annika Cronsioe  |           |

## Lidingö
Stadsarkitekter i Lidingö stad och Lidingö kommun.
| År        | Namn             | Kommentar |
| --------- | ---------------- | --------- |
| 1940–1955 | Einar Rudskog    |           |
| 1956–1959 | Gösta Wikforss   |           |
| 1960–19?? | Bengt Holmstrand |           |

## Lidköping
Stadsarkitekter i Lidköpings stad och Lidköpings kommun.
| År         | Namn                 | Kommentar |
| ---------- | -------------------- | --------- |
| 1906 –1921 | Emil Hagberg         |           |
| 1934–1937  | Gunnar Hoving        |           |
| 1938-1944  | Bertil Hök           |           |
| 1945-1948  | Per Bohlin           |           |
| 1948-1949  | Bengt Holmstrand     |           |
| 1949–1952  | Bernt Wrange         |           |
| 1952–1957  | Stig Hermansson      |           |
| 1957-1961  | Bengt Kocken         |           |
| 1961-1969  | Anders Edblad        |           |
| 1969-1995  | Patrick Darling      |           |
| 1995-2007  | Kjell Larsson        |           |
| 2008-2009  | Christine Larsson    |           |
| 2009-2011  | Christian Frisenstam |           |
| 2012-2014  | Sigvard Däversjö     |           |
| 2015-      | Anders Hansson       |           |

## Linköping
Huvudartikel:Stadsarkitekter i Linköping

## Ljungby
Stadsarkitekter i Ljungby stad och Ljungby kommun.
| År        | Namn                  | Kommentar |
| --------- | --------------------- | --------- |
| 1959–19?? | John Wahlberg         |           |
| -2010     | Jan Svensson          |           |
| 2010-2015 | Henrik Johansson      |           |
| 2018-     | Trond Strangstadstuen |           |

## Lund
Stadsarkitekter i Lunds stad och Lunds kommun.
| År        | Namn             | Kommentar |
| --------- | ---------------- | --------- |
| 1876–1916 | August Jakobsson |           |
| 1918–1920 | Axel Julén       |           |
| 1921–1951 | John Anchert     |           |
| 1962–1970 | Sven Tynelius    |           |
| 1964–19?? | Sven Moberg      |           |
| 1996–2012 | Bengt Aronsson   |           |
| 2012–     | Malin Sjögren    |           |

## Lysekil
Stadsarkitekter i Lysekils stad och Lysekils kommun.
| År        | Namn            | Kommentar |
| --------- | --------------- | --------- |
| 1938–1940 | Arne Ljung      |           |
| 1944-1954 | Birger Hammarén |           |
| 1966–19?? | Nils Halla      |           |

## Ludvika
Stadsarkitekter i  Ludvika stad och Ludvikas kommun.
| Namn               | Stadsarkitekt |
| ------------------ | ------------- |
| Cyrillus Johansson | 1931-1941     |
| Gösta Sundvall     | 1942-1970     |
| Erik Olof Holmberg | 1971-1977     |
| Per Baastrup       | 1977-1988     |
| Göran Sundell      | 1994-2017     |

## Malmö
Stadsarkitekter i Malmö stad och Malmö kommun.
| År        | Namn             | Kommentar                |
| --------- | ---------------- | ------------------------ |
| 1862–1892 | William Klein    |                          |
| 1893–1924 | Salomon Sörensen |                          |
| 1924–1942 | August Stoltz    |                          |
| 1942–1969 | Carl-Axel Stoltz |                          |
| 1969–1989 | Stig Jönsson     |                          |
| 1989–1999 | Jan André        |                          |
| 2000–2005 | Christer Larsson | Distrikt väster          |
| 2000–2007 | Agneta Hammer    | Distrikt öster 2000–2005 |
| 2007–     | Ingemar Gråhamn  |                          |

## Mjölby
Stadsarkitekter i Mjölby stad och Mjölby kommun.
| År        | Namn           | Kommentar |
| --------- | -------------- | --------- |
| 1966–19?? | Leif Hildeberg |           |

## Motala
Stadsarkitekter i Motala stad och Motala kommun.
| År        |               | Namn | Kommentar |
| --------- | ------------- | ---- | --------- |
| 19??-19?? | Henry William |      |           |
| 1960–1975 | Ragnar Molin  |      |           |

## Mölndal
Stadsarkitekter i Mölndals stad och Mölndals kommun.
| År        | Namn              | Kommentar |
| --------- | ----------------- | --------- |
| 1931–1935 | Harry Kjellkvist  |           |
| 1938–1942 | Herman Hermansson |           |
| 1951-19?? | Erik Partheen     |           |

## Nacka
Stadsarkitekter i Nacka stad och Nacka kommun.
| År        | Namn           | Kommentar |
| --------- | -------------- | --------- |
| 1961–1987 | Ingvar Persson |           |

## Norrtälje
Stadsarkitekter i Norrtälje stad och Norrtälje kommun.
| År        | Namn             | Kommentar |
| --------- | ---------------- | --------- |
| 1968–1987 | Björn Cederström |           |
| 1988–2000 | Anders Erixon    |           |
| 2020–     | Charlotte Köhler |           |

## Nybro
Stadsarkitekter i Nybro stad och Nybro kommun.
| År        | Namn          | Kommentar                                         |
| --------- | ------------- | ------------------------------------------------- |
| 1964–1966 | Sune Friström | https://runeberg.org/vemarvem/gota65/0393.html    |
| 1967–1976 | Arne Winskog  | Flyttade till Motala för tjänst som stadsarkitekt |

## Nyköping
Stadsarkitekter i Nyköpings stad och Nyköpings kommun.
| År        | Namn             | Kommentar |
| --------- | ---------------- | --------- |
| 1946–19?? | Torbjörn Haglund |           |

## Nynäshamn
Stadsarkitekter i Nynäshamns stad och Nynäshamns kommun.
| År        | Namn              | Kommentar |
| --------- | ----------------- | --------- |
| 1958–19?? | Anders Gustafsson |           |

## Nässjö
Stadsarkitekter i Nässjö stad och Nässjö kommun.
| År        | Namn                | Kommentar |
| --------- | ------------------- | --------- |
| 1919-?    | Carl Edvard Ericson |           |
| 1944-?    | Wilhelm Ahlsén      |           |
| 1967–19?? | Hans Elfström       |           |

## Oskarshamn
Stadsarkitekter i Oskarshamns stad och Oskarshamns kommun.
| År        | Namn            | Kommentar     |
| --------- | --------------- | ------------- |
| 1926–19?? | Ragnar Berggren | Stadsingenjör |
| 1944–19?? | Nils Kårbo      |               |
| 19??–19?? | Carl Bloom      |               |
| 20??–20?? | Lars Dahlberg   |               |
| 20??–     | Kent Svensson   |               |

## Oxelösund
Stadsarkitekter i Oxelösunds stad och Oxelösunds kommun.
| År        | Namn         | Kommentar |
| --------- | ------------ | --------- |
| 1957-19?? | Börje Hallin |           |

## Ronneby
Stadsarkitekter i Ronneby stad och Ronneby kommun.
| År        | Namn          | Kommentar |
| --------- | ------------- | --------- |
| 1967-19?? | Paolo Voghera |           |

## Saltsjöbaden
Stadsarkitekter i Saltsjöbadens köping.
| År        | Namn           | Kommentar |
| --------- | -------------- | --------- |
| 1950-19?? | Evald Claesson |           |

## Sigtuna
Stadsarkitekter i Sigtuna stad och Sigtuna kommun.
| År        | Namn           | Kommentar          |
| --------- | -------------- | ------------------ |
| 1938-1943 | Georg Scherman |                    |
| 1942      | Bengt Romare   |                    |
| 1959-1970 | Gösta Wikforss |                    |
| 1969-19?? | Bengt Järström | t.f. stadsarkitekt |

## Simrishamn
Stadsarkitekter i Simrishamns stad och Simrishamns kommun.
| År        | Namn           | Kommentar |
| --------- | -------------- | --------- |
| 1954-19?? | Gunnar Camper  |           |
| 1986-1989 | Björn Hansson  |           |
| 1990-2006 | Bengt Celander |           |
| 2021-     | Anna Eliasson  |           |

## Skara
Stadsarkitekter i Skara stad och Skara kommun.
| År        | Namn                  | Kommentar |
| --------- | --------------------- | --------- |
| 1933–1937 | Gunnar Hoving         |           |
| 1949-     | Drott Gyllenberg      |           |
| 1980-2009 | Östen Andersson       |           |
| 2010-2013 | Tina Karling Hellsvik |           |
| 2013-2019 | Anders Kyrkander      |           |
| 2020-     | Mona Nilsson          |           |

## Skellefteå
Stadsarkitekter i Skellefteå stad och Skellefteå kommun.
- Se Stadsarkitekter i Skellefteå.

## Skänninge
Stadsarkitekter i Skänninge stad.
| År        | Namn           | Kommentar |
| --------- | -------------- | --------- |
| 1967–19?? | Leif Hildeberg |           |

## Skövde
Stadsarkitekter i Skövde.
| År        | Namn           | Kommentar |
| --------- | -------------- | --------- |
| 1954-195? | Torsten Thorén |           |
| 1960–19?? | Seth Fridén    |           |

## Sollefteå
Stadsarkitekter i Sollefteå stad och Sollefteå kommun.
| År        | Namn                 | Kommentar |
| --------- | -------------------- | --------- |
| 1945–1981 | Erik Gunnar Rehnmark |           |

## Sollentuna
Stadsarkitekter i Sollentuna köping och Sollentuna kommun.
| År        | Namn         | Kommentar |
| --------- | ------------ | --------- |
| 1947–1974 | Lage Knape   |           |
| 1997-2021 | Jan Enfors   |           |
| 2022-     | Lejla Cengic |           |

## Solna
Stadsarkitekter i Solna stad och Solna kommun.
| År        | Namn              | Kommentar |
| --------- | ----------------- | --------- |
| 1946-1968 | Sven-Axel Hagberg |           |
| 1968-1986 | Bristol Jaldén    |           |
| 1987-2007 | Per Linder        |           |

## Strängnäs
Stadsarkitekter i Strängnäs stad och Strängnäs kommun.
| År        | Namn         | Kommentar |
| --------- | ------------ | --------- |
| 1963-19?? | Gunnar Dunér |           |

## Sundbyberg
Stadsarkitekter i Sundbybergs stad och Sundbybergs kommun.
| År        | Namn          | Kommentar |
| --------- | ------------- | --------- |
| 1935-1945 | Nils Sterner  |           |
| 1963-19?? | Rolf Runefelt |           |

## Sundsvall
Stadsarkitekter i Sundsvalls stad och Sundsvalls kommun.
| År        | Namn          | Kommentar |
| --------- | ------------- | --------- |
| 18??–     | Birger Oppman |           |
| 1938–     | Albin Hamrin  |           |
| 1955–1977 | Hans Schlyter |           |

## Sävsjö
Stadsarkitekter i Sävsjö stad och Sävsjö kommun.
| År        | Namn           | Kommentar |
| --------- | -------------- | --------- |
| 1955-?    | Bengt Svahn    |           |
| 1964–19?? | Börje Stigwall |           |

## Söderhamn
Stadsarkitekter i Söderhamns stad och Söderhamns kommun.
| År        | Namn                 | Kommentar |
| --------- | -------------------- | --------- |
| 1938–1941 | Gösta Planck         |           |
| 1941–1942 | Hans Skoglund (t.f.) |           |
| 1942–1964 | Cyril Stackell       |           |
| 1966–1970 | Gert Olsson          |           |
| 1971–1980 | Bo Westerberg        |           |
| ?–?       | Kaj Wejander         |           |
| ?–?       | Jonas Häggström      |           |
| 2000–2011 | Mats Öqvist          |           |
| 2011–2012 | Ylva Larsson         |           |
| 2013–     | Vakant               |           |

## Söderköping
Stadsarkitekter i Söderköpings stad och Söderköpings kommun.
| År        | Namn             | Kommentar |
| --------- | ---------------- | --------- |
| 1966–19?? | Lennart Svedberg |           |

## Södertälje
Stadsarkitekter i Södertälje stad och Södertälje kommun.
| År          | Namn               | Kommentar |
| ----------- | ------------------ | --------- |
| 1917–1925   | Cyrillus Johansson |           |
| 1937–1945   | Birger Borgström   |           |
| 1945–1963   | Bertil Hök         |           |
| 1964–19??   | Gunnar Påhlman     |           |
| 1974?–1979? | Lars Thylén        |           |
| 2001–2007   | Lotta Lindstam     |           |
| 200?–2012   | Tommy Åström       |           |
| 2013–2015   | Anders Bäcklander  |           |

## Sölvesborg
Stadsarkitekter i Sölvesborgs stad och Sölvesborgs kommun.
| År        | Namn                 | Kommentar |
| --------- | -------------------- | --------- |
| 1951-19?? | Nils-Harald Henström |           |

## Timrå
Stadsarkitekter i Timrå kommun.
| År    | Namn            | Kommentar |
| ----- | --------------- | --------- |
| 2022- | Olof Lindstrand |           |

## Tierp
Stadsarkitekter i Tierps köping och Tierps kommun.
| År        | Namn        | Kommentar |
| --------- | ----------- | --------- |
| 19??-1964 | Sven Moberg |           |

## Tranås
Stadsarkitekter i Tranås stad och Tranås kommun.
| År        | Namn            | Kommentar |
| --------- | --------------- | --------- |
| 1939-1947 | Johannes Dahl   |           |
| 1967-19?? | Lars Danielsson |           |

## Trelleborg
Stadsarkitekter i Trelleborgs stad och Trelleborgs kommun.
| År        | Namn          | Kommentar |
| --------- | ------------- | --------- |
| 1966-1973 | Sune Friström |           |

## Tyresö
Stadsarkitekter i Tyresö kommun.
| År        | Namn      | Kommentar |
| --------- | --------- | --------- |
| 19??-19?? | Bo Sahlin |           |

## Uddevalla
Stadsarkitekter i Uddevalla stad och Uddevalla kommun.
| År        | Namn             | Kommentar |
| --------- | ---------------- | --------- |
| 1923-1926 | Allan Berglund   |           |
| 1949-?    | Bengt Holmstrand |           |
| 1961-19?? | Bengt Kocken     |           |

## Ulricehamn
Stadsarkitekter i Ulricehamns stad och Ulricehamns kommun.
| År        | Namn                              | Kommentar |
| --------- | --------------------------------- | --------- |
| 1936-19?? | Edvard Stenlåås                   |           |
| 1953-19?? | Karl Gösta Amund Natanael Nyström |           |
| 19??-19?? | Nils Nordmark                     |           |

## Umeå
Stadsarkitekter i Umeå stad och Umeå kommun.
| År        | Namn           | Kommentar |
| --------- | -------------- | --------- |
| 1935-1951 | Kjell Wretling |           |

## Upplands Väsby
Stadsarkitekter i Upplands Väsby och Upplands Väsby kommun.
| År        | Namn        | Kommentar |
| --------- | ----------- | --------- |
| 1951-???? | Nils Rasing |           |

## Uppsala
Stadsarkitekter i Uppsala stad och Uppsala kommun.
| År        | Namn                         | Kommentar                     |
| --------- | ---------------------------- | ----------------------------- |
| 1878-1912 | Carl Axel Ekholm             | Uppsalas förste stadsarkitekt |
| 1913-1914 | Carl-Robert Lindström        | t.f. stadsarkitekt            |
| 1914-1920 | Theodor Kellgren             |                               |
| 1920-1954 | Gunnar Leche                 |                               |
| 1955-1980 | Per Olof Lefvert             |                               |
| ?-2004    | Stig Ahlgren                 |                               |
| 2004-2016 | Ingen stadsarkitekt anställd |                               |
| 2016-2024 | Claes Larsson                |                               |
| 2024-     | Martin Edfelt                |                               |

## Vadstena
Stadsarkitekter i Vadstena stad och Vadstena kommun.
| År        | Namn            | Kommentar |
| --------- | --------------- | --------- |
| 1950-19?? | Bertil Thavelin |           |

## Varberg
Stadsarkitekter i Varbergs stad och Varbergs kommun.
| År        | Namn         | Kommentar |
| --------- | ------------ | --------- |
| 1948-1976 | Oskar Nygren |           |

## Vetlanda
Stadsarkitekter i Vetlanda stad och Vetlanda kommun.
| År        | Namn            | Kommentar |
| --------- | --------------- | --------- |
| 1944-1954 | Birger Hammarén |           |
| 1955-19?? | Bengt Svahn     |           |

## Vimmerby
Stadsarkitekter i Vimmerby stad och Vimmerby kommun.
| År        | Namn         | Kommentar |
| --------- | ------------ | --------- |
| 1959–19?? | Björn Hansen |           |

## Visby
Stadsarkitekter i Visby stad.
| År        | Namn          | Kommentar |
| --------- | ------------- | --------- |
| 1947–1950 | Gabriel Winge |           |
| 1964–19?? | Stanley Back  |           |

## Vänersborg
Stadsarkitekter i Vänersborgs stad och Vänersborgs kommun.
| År        | Namn          | Kommentar |
| --------- | ------------- | --------- |
| 1944-19?? | Victor Landén |           |

## Värnamo
Stadsarkitekter i Värnamo stad och Värnamo kommun.
| År        | Namn         | Kommentar |
| --------- | ------------ | --------- |
| 1944-1968 | Hugo Bolker  |           |
| 1968-19?? | Lars Harker  |           |
| 2016-     | Behnam Sharo |           |

## Västervik
Stadsarkitekter i Västerviks stad och Västerviks kommun.
| År        | Namn         | Kommentar |
| --------- | ------------ | --------- |
| 1951–19?? | Klas Grebius |           |

## Västerås
Stadsarkitekter i Västerås stad och Västerås kommun.
| År        | Namn        | Kommentar |
| --------- | ----------- | --------- |
| 1909-1935 | Erik Hahr   |           |
| 1936-1947 | Sven Ahlbom |           |
| 1947-1962 | Per Bohlin  |           |

## Växjö
Stadsarkitekter i Växjö stad och Växjö kommun.
| År        | Namn                  | Kommentar |
| --------- | --------------------- | --------- |
| 1940-1943 | Nils Fredrik Karlsson |           |
| 1944-1946 | Carl-Fredrik Holmér   |           |
| 1946-1950 | Per Holmgren          |           |
| 1950-1974 | Staffan Bülow-Hübe    |           |
| 1989-2004 | Erland Ullstad        |           |
| 2005-2010 | Boje Hultman          |           |
| 2010-2023 | Henrik Wibroe         |           |
| 2023-     | Sebastian Gårdendahl  |           |

## Ystad
Stadsarkitekter i Ystads stad och Ystads kommun.
| År        | Namn                         | Kommentar |
| --------- | ---------------------------- | --------- |
| 1868–1908 | Peter Boisen                 |           |
| 1909-1932 | Henrik Nilsson               |           |
| 1938-1944 | Erik Fernqvist               |           |
| 1944-1971 | Rune Welin                   |           |
| 1971–1985 | Claes B Persson              |           |
| 1989-2001 | Björn Hansson                |           |
| 2001–2006 | Inga Hallén                  |           |
| 2010-2011 | Ulf Karmebäck                |           |
| 2013–2023 | Leila Ekman                  |           |
| 2023-     | Pernilla Magnusson Theselius |           |

## Åmål
Stadsarkitekter i Åmåls stad och Åmåls kommun.
| År        | Namn               | Kommentar |
| --------- | ------------------ | --------- |
| 1960–1964 | Lars Olov Blückert |           |
| 1964–19?? | Gösta Lindberg     |           |

## Ängelholm
Stadsarkitekter i Ängelholms stad och Ängelholms kommun.
| År        | Namn                         | Kommentar |
| --------- | ---------------------------- | --------- |
| 1967-19?? | Edvard Gustafsson            |           |
|           | Elisabet Weber               |           |
|           | Sverker Tingdal              |           |
|           | Pontus Swahn                 |           |
| 2019-2022 | Pernilla Magnusson Theselius |           |

## Örebro
Stadsarkitekter i Örebro stad och Örebro kommun.
| År        | Namn              | Kommentar |
| --------- | ----------------- | --------- |
| 1850-tal  | Fridolf Wijnbladh |           |
| 1899–1914 | Magnus Dahlander  |           |
| 1920–1951 | Georg Arn         |           |
| 1952–1966 | Lars Arborelius   |           |

## Örkelljunga
Stadsarkitekter i Örkelljunga kommun.
| År        | Namn                | Kommentar |
| --------- | ------------------- | --------- |
|           | Lennart Fredriksson |           |
|           | Karl-Åke Nilsson    |           |
| -2006     | Per Björkeroth      |           |
| 2006-2011 | Gertrud Richter     |           |
| 2011-2013 | Johanna Perlau      |           |
| 2013-2018 | Maria Månsson Brink |           |

## Örnsköldsvik
Stadsarkitekter i Örnsköldsviks stad och Örnsköldsviks kommun.
| År        | Namn           | Kommentar          |
| --------- | -------------- | ------------------ |
| 1938–1941 | Kjell Wretling | t.f. stadsarkitekt |
| 1953–1963 | Lars Thorsén   |                    |
| 1971–19?? | Nils Lindgren  |                    |